# 纳加里
纳加里（Nagari），是印度安得拉邦Chittoor县的一个城镇。总人口24370（2001年）。

## 人口
该地2001年总人口24370人，其中男性12199人，女性12171人；0—6岁人口3207人，其中男1585人，女1622人；识字率69.36%，其中男性为77.34%，女性为61.37%。